# Rychlobruslení na Zimních olympijských hrách 2006 – 10 000 metrů muži
Závod na 10 000 metrů mužů na Zimních olympijských hrách 2006 se konal v hale Oval Lingotto v Turíně dne 24. února 2006. Čeští závodníci se jej nezúčastnili.

## Výsledky
| Pořadí           | Dvojice | Dráha | Jméno                | Země                   | Čas      | Ztráta   |
| ---------------- | ------- | ----- | -------------------- | ---------------------- | -------- | -------- |
| Zlatá medaile    | 4       | I     | Bob de Jong          | Nizozemsko             | 13:01,57 | 0,00     |
| Stříbrná medaile | 8       | I     | Chad Hedrick         | Spojené státy americké | 13:05,40 | +3,83    |
| Bronzová medaile | 8       | O     | Carl Verheijen       | Nizozemsko             | 13:08,80 | +7,23    |
| 4.               | 4       | O     | Øystein Grødum       | Norsko                 | 13:12,58 | +11,01   |
| 5.               | 7       | I     | Lasse Sætre          | Norsko                 | 13:12,93 | +11,36   |
| 6.               | 2       | I     | Ivan Skobrev         | Rusko                  | 13:17,54 | +15,97   |
| 7.               | 5       | O     | Sven Kramer          | Nizozemsko             | 13:18,14 | +16,57   |
| 8.               | 6       | O     | Enrico Fabris        | Itálie                 | 13:21,54 | +19,97   |
| 9.               | 5       | I     | Arne Dankers         | Kanada                 | 13:23,55 | +21,98   |
| 10.              | 6       | I     | Johan Röjler         | Švédsko                | 13:29,50 | +27,93   |
| 11.              | 7       | O     | Eskil Ervik          | Norsko                 | 13:37,62 | +36,05   |
| 12.              | 3       | O     | Ippolito Sanfratello | Itálie                 | 13:41,91 | +40,34   |
| 13.              | 1       | O     | Stefano Donagrandi   | Itálie                 | 13:47,67 | +46,10   |
| 14.              | 2       | O     | Bart Veldkamp        | Belgie                 | 13:48,12 | +46,55   |
| 15.              | 1       | I     | Charles Leveille     | Spojené státy americké | 14:14,81 | +1:13,24 |
| 99.              | 3       | I     | Arťom Dětišev        | Rusko                  | DSQ      | +99,99   |